# یانگباجاین
یانگباجاین (به لاتین: Yangbajain) یک شهرک در جمهوری خلق چین است که در Damxung County واقع شده‌است.